# Závod (Ungheria)
Závod  è un comune dell'Ungheria centro-meridionale di 351 abitanti (dati 2005). È situato nella contea di Tolna.